# Moody Blue (sång)
"Moody Blue" är en sång skriven av Mark James och inspelad av Elvis Presley. Den blev Elvis Presleys sista singeletta under hans livstid, då den toppade Billboards  Hot Country Singles i februari 1977. Den nådde också som högst 31:a-platsen på Billboard Hot 100.

## Listplaceringar
| Lista (1976–1977)                            | Topplacering |
| -------------------------------------------- | ------------ |
| Kanada, RPM Country Tracks                   | 3            |
| anada, RPM Top Singles                       | 57           |
| Kanada, RPM Adult Contemporary Tracks        | 2            |
| USA, Billboard Hot Country Singles           | 1            |
| USA, Billboard Hot 100                       | 31           |
| USA, Billboard Hot Adult Contemporary Tracks | 2            |

### Fotnoter
1. ↑  ”Moody Blue” (på engelska). Allmusic. 12 mars 1976. http://www.allmusic.com/song/moody-blue-mt0010984525. Läst 30 september 2014.